# 罗通达 (意大利市镇)
罗通达（義大利語：Rotonda），是意大利波坦察省的一个市镇。总面积42平方公里，人口3616人，人口密度86.1人/平方公里（2009年）。ISTAT代码为076070。